# Flawil
Flawil je město na východě Švýcarska v kantonu St. Gallen. Žije zde přibližně 11 tisíc obyvatel.

## Geografie
Katastr obce má rozlohu 11,5 km². Nejnižší bod leží na řece Glatt v nadmořské výšce 542 m. Nejvyšší bod je nad vesnicí Alterschwil v nadmořské výšce 814 m. Železniční stanice Flawil leží v nadmořské výšce 610,6 m. Flawil se skládá ze samotné obce a osad Oberglatt, Burgau, Egg, Alterschwil, Langenentschwil, Grobenentschwil a Raaschberg.
Sousedními obcemi Flawilu jsou Oberbüren, Gossau, Herisau, Degersheim a Oberuzwil.

## Historie

Letecký pohled (1920)

První písemná zmínka o obci pochází z roku 858 jako Flawilare marcho. V raném středověku se v oblasti Flawil-Uzwil rozkládala obec, která byla kolem roku 850 rozdělena hranicí. V roce 858 je jako součást této komuny zmiňován Alterswil a v roce 907 Wolfertswil. Hlavním vlastníkem pozemků bylo opatství St. Gallen. V roce 885 je v Oberglattu zmiňován hostinec. V 15. století tvořila vesnice a okolí dvůr Flawil, který patřil jako léno šlechtickému rodu Giel von Glattburg a v roce 1486 byl odkoupen opatstvím St. Gallen. Kolem kaple ve vsi Flawil, poprvé zmiňované v roce 1178, existoval samostatný soudní okres, který patřil hrabatům z Toggenburgu, v roce 1429 se stal majetkem opatství St. Gallen a po další změně majitele v roce 1544 nakonec přešel v roce 1556 definitivně do rukou opatství v St.  Gallenu. Stejně jako Raschberg a Alterswil patřil Oberglatt ke dvoru Magdenau. Burgau a Mülleregg (dnes nazývaný Tal) tvořily samostatný dvůr.

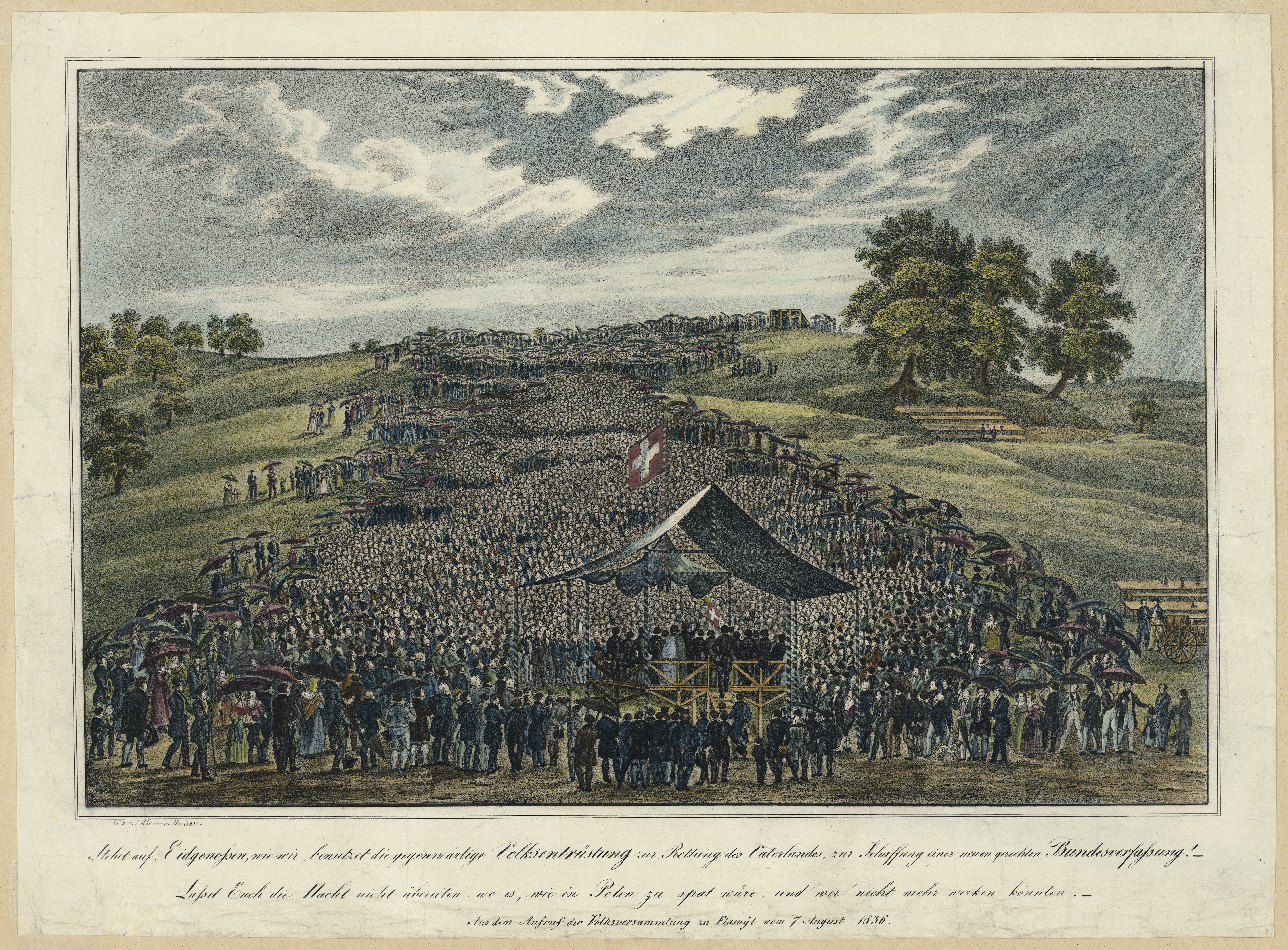
Lidové shromáždění ve Flawilu (1836)

Církevním centrem byl Oberglatt s farním kostelem, připomínaným v roce 1316, jehož patronátní právo měli různí šlechtici, od roku 1363 opatství Magdenau a od roku 1597 knížecí opatství St. Gallen. První zmínka o knězi-poručíkovi pro Oberglatt pochází z roku 1257. V roce 1388 byla farnost Oberglatt začleněna do opatství Magdenau. Od roku 1528 přešla většina Flawilu k reformovanému vyznání. Od roku 1597 byl kostel v Oberglattu využíván stejně. V roce 1605 měla farnost 234 reformovaných a 33 katolických mužů. V roce 1771 byl kostel v Oberglattu, nově postavený v roce 1785, předán reformovaným, zatímco kaple Laurentius ve vsi se stala katolickým farním kostelem. Nové kostely byly postaveny v letech 1844 a 1935. V roce 1911 postavila reformovaná farnost v obci nový kostel, čímž se církevní centrum přesunulo z Oberglattu do Flawilu.
V roce 1448 byl ve Flawilu hostinec, kovárna a pekárna. Mlýny jsou doloženy ve Flawilu v roce 1341 a v Müllereggu v roce 1429. V roce 1609 se uvádí bohaté pěstování vinné révy a stromů (třešně, jabloně, hrušky). V roce 1613 obdržel Burgau zemské zřízení. Od 17. století řada rodin převážela zboží po kraji.
Během helvétského období byly vesnice a vesničky v okolí Flawilu spojeny do obce Flohweil, která se stala hlavním městem stejnojmenného okresu v novém kantonu Säntis. V roce 1803 se Flawil, Burgau a Oberglatt spojily v politickou obec Flawil. V letech 1831 až 1861 se ve Flawilu scházeli občané okresu a tvořili okresní samosprávu, která volila velkou radu (kantonální parlament). V roce 1836 se ve Flawilu konalo lidové shromáždění východního Švýcarska, které mimo jiné požadovalo spolkovou reformu.
V 19. století došlo v obci k rychlému průmyslovému rozvoji díky textilnímu průmyslu. V letech 1830–1850 se ve Flawilu rozvíjelo ruční tkalcovství. V roce 1852 představila firma Egli a Wagner první ruční vyšívací stroje, na které od roku 1861 navázaly vyšívací stroje. V roce 1855 byla otevřena železniční trať z Winterthuru do Flawilu, která byla v roce 1856 prodloužena do St.  Gallenu. V roce 1878 měl Flawil 339 vyšívacích strojů. Navzdory krizovým obdobím se textilní průmysl dokázal prozatím udržet. Během hospodářského rozmachu vyšívacího průmyslu v letech 1880–1920 se počet obyvatel téměř zdvojnásobil. V tomto období bylo postaveno mnoho secesních domů, často s vyšívárnou v přízemí, a prestižních továrnických vil. Od roku 1960 zde vznikla celá řada průmyslových podniků v oblasti kovovýroby, výroby strojů a přístrojů, potravinářství (čokoládovna Munz) a laboratorní techniky (Büchi Labortechnik AG). V textilním průmyslu se dlouhodobé restrukturalizaci nepodařilo vyhnout. Například společnost Habis-Textil AG, která existovala od roku 1857 a zaměstnávala 170 lidí, musela v roce 1995 ukončit výrobu. Od roku 1852 existovala střední škola, k níž byla v roce 1922 připojena kantonální zemědělská škola. Městská nemocnice, založená v roce 1882, byla v letech 1987–2021 provozována jako kantonální regionální nemocnice. Místní muzeum bylo otevřeno v roce 1989.

## Obyvatelstvo
| Rok            | 1837 | 1850 | 1890 | 1900 | 1950 | 2000 | 2010 | 2020   |
| Počet obyvatel | 2233 | 2664 | 4878 | 4873 | 6502 | 9320 | 9971 | 10 510 |

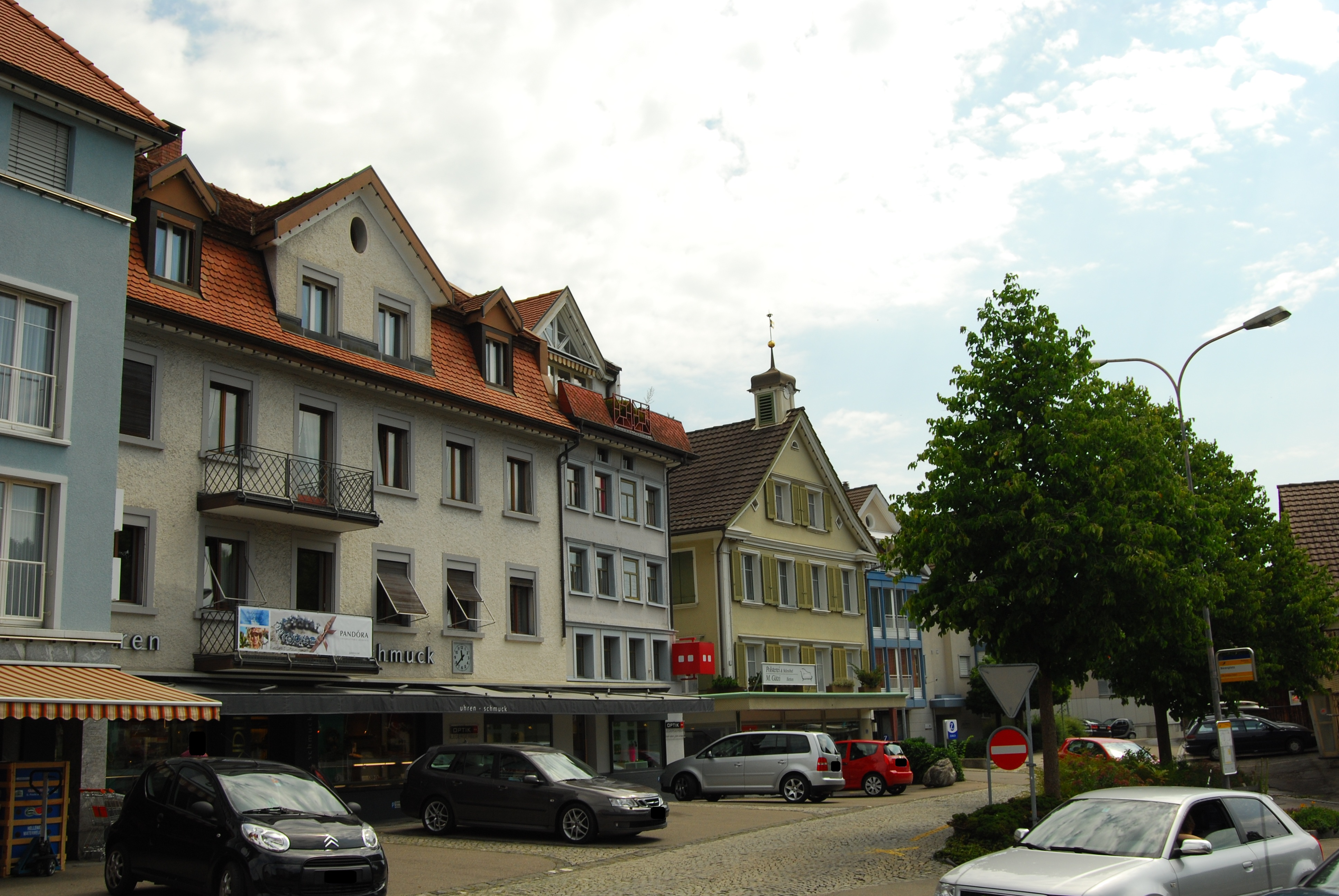
Staré centrum Flawilu

Historicky je Flawil katolickým městem, které patřilo knížecímu opatství St. Gallen. K 31. prosinci 2020 se 37 % obyvatel hlásilo k římskokatolickému vyznání, 21 % k protestantskému a 42 % k jinému vyznání nebo bylo bez vyznání.

## Doprava

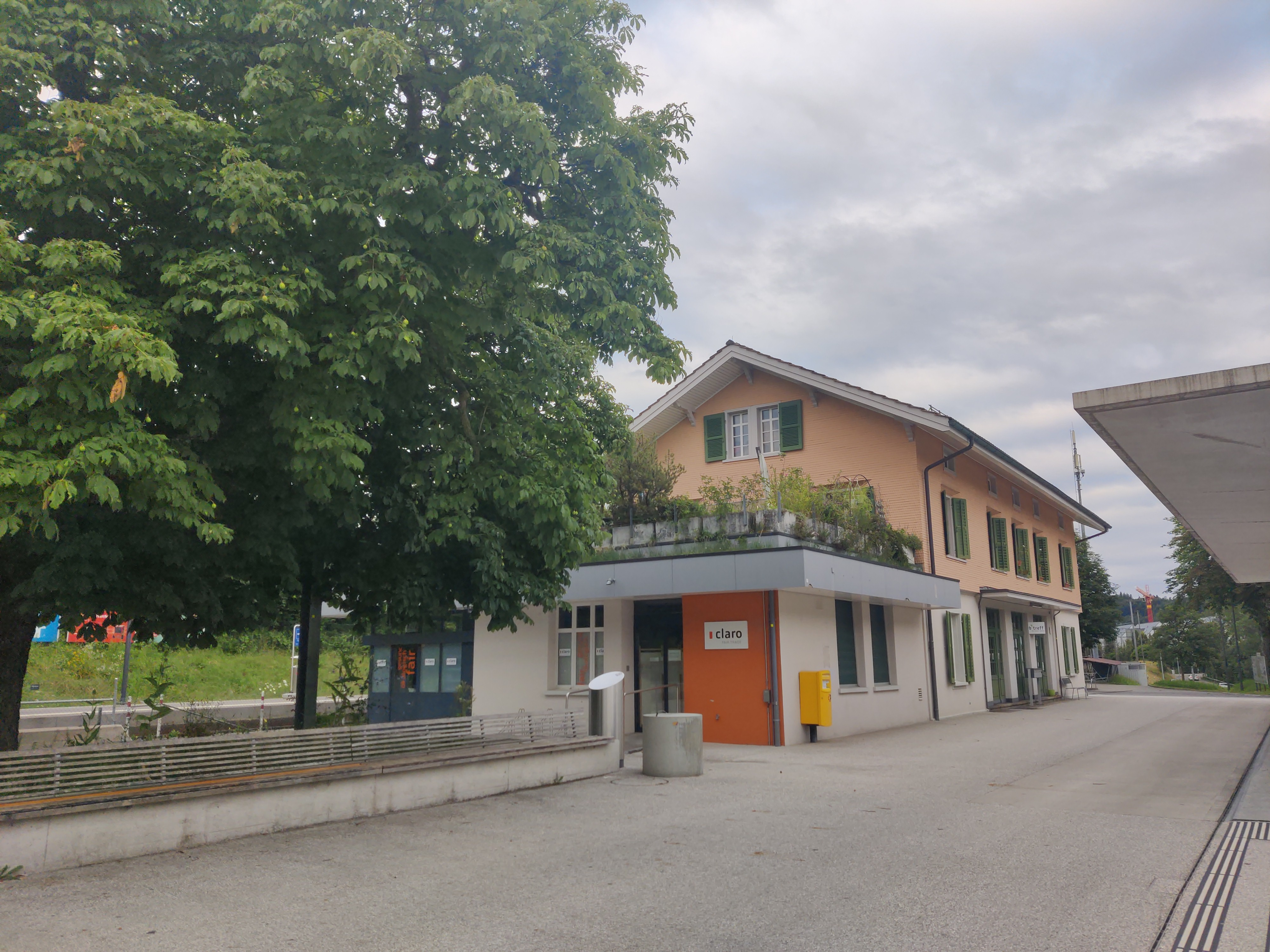
Železniční stanice Flawil

Flawil má železniční stanici na trati St. Gallen – Winterthur. Každou hodinu zde zastavují až tři rychlé vlakové spoje v obou směrech.
Flawil leží na kantonální silnici č. 8 (hlavní silnice 430) mezi Gossau a Wilem. Kantonální silnice č. 54, která vede do Niederuzwilu, začíná na kantonální silnici č. 8 u kruhového objezdu Maestrani na západě Flawilu. Jak v Gossau, tak v Niederuzwilu (výjezd Oberbüren-Uzwil) je zajištěno napojení na dálnici A1. Kantonální silnice č. 10 (hlavní silnice 431), která rovněž začíná na kruhovém objezdu Maestrani a vede do Lütisburgu, zajišťuje napojení na hlavní silnici 16 do oblasti Obertoggenburgu.

## Partnerské obce
- Isny im Allgäu, Německo

## Osobnosti
- Mathias Seger (* 1977), hokejista
- Belinda Bencicová (* 1997), tenistka
- Gino Mäder (1997–2023), cyklista